# ホールド・オン・トゥ・ナウ
「ホールド・オン・トゥ・ナウ」（Hold On to Now）は、オーストラリアの歌手カイリー・ミノーグの曲。この曲は2023年9月22日にBMGとミノーグの会社デアノートから発売された16枚目のスタジオ・アルバム『テンション』の2曲目として収録されている。ミノーグはジョン・グリーン、プロデューサーのダック・ブラックウェルと長年のコラボレーターでもあるリチャード・スタナードとこの曲を共作した。「ホールド・オン・トゥ・ナウ」は音楽評論において好意的な評価を得ている。
商業的に「ホールド・オン・トゥ・ナウ」はイギリスでチャート入りし、81位を記録した。ミノーグの歌唱シーンをフィーチャーしたリリック・ビデオもリリースされた。ミノーグはこの曲をレスターのハイド・パークで開催されたBBC Radio 2のRadio 2 ライヴ・フェスティバルで披露した。

## 背景
「ホールド・オン・トゥ・ナウ」は2023年5月12日のミノーグによる16枚目のアルバム『テンション』の発売決定とともにアナウンスされた。

## 評判
「ホールド・オン・トゥ・ナウ」のシンセサイザー・サウンドとひたむきなソングライティングはスウェーデンの歌手ロビンの仕事と比較される。ローリング・ストーンズUKのハンナ・マイリアは「深夜の陽炎」のようだと言い表し、2010年のシングル「ゲット・アウタ・マイ・ウェイ」に通ずる歓喜を呼び起こすとした。ピッチフォークのハリー・タフォヤはアルバム『テンション』のレビューの中でこの曲を「ロビン風のロマンティックな信仰への答弁」だとした。NMEのニック・レヴィーンはこの曲を2020年のシングル「セイ・サムシング」の「アップビートな後継者」のように感じる。加えて「紙吹雪の破裂に相当する音波」を持つとも言った。スラント・マガジンのアレクサ・キャンプはこの曲を「軽薄でアンセムを思わせる」と評し、2010年の「オール・ザ・ラヴァーズ」や2014年の「イントゥ・ザ・ブルー」のような過去のミノーグの曲の傾向を持つともした。オールミュージックのニール・ゼット・ヤングは曲の持つ「励まされるような高揚感」に着目し、「キラキラ輝き、そして楽しいコーラスが始まり、銀河的なシンセと僅かなニュー・オーダー風のギターを感じる」とした。シドニー・モーニング・ヘラルドのアナベル・ロスはこの曲を「限界ギリギリまで感傷にヒットしたきらめくパワー・バラード」として、この曲の歌詞については「ミノーグは孤独であり、彼女は何か意味を持ったものを探している」とした。

## 商業的反応
イギリスでは「ホールド・オン・トゥ・ナウ」はアルバム『テンション』の発売週にダウンロード・チャートで25位、シングル・セールス・チャートで26位をそれぞれ記録した。イギリスの総合シングルチャートでは2023年9月に81位に初登場した。
ニュージーランドでは2023年10月にホット・シングルス・チャートで21位にエントリーした。

## ライヴ・パフォーマンス
ミノーグは彼女がヘッドライナーを務めた2023年9月のRadio 2 in the Parkでこの曲をライヴ初披露した。シャウン・キューランはIへの寄稿の中でミノーグのパフォーマンスを5つ星中4つ星で評価した。

## リリック・ビデオ
曲のリリック・ビデオは2023年9月22日に公開された。ビデオはミノーグが座って歌う中、歌詞が表示されるものになっている。

## フォーマットとトラックリスト
デジタル・ダウンロード / ストリーミング
1. "ホールド・オン・トゥ・ナウ" – 3:57

## チャート
| チャート (2023年)                            | 最高位 |
| -------------------------------------------- | ------ |
| オーストラリア デジタル・トラックス (ARIA)   | 24     |
| ドイツ ダウンロード (Official German Charts) | 65     |
| ニュージーランド (RMNZ)                      | 21     |
| UK シングルス (OCC)                          | 81     |
| UK インディ (OCC)                            | 36     |
| US Hot Dance/Electronic Songs (Billboard)    | 32     |

## クレジットとパーソナル
『テンション』のライナーノーツより引用
ロケーション
- レコーディング：Biffco Studios, Brighton UK; The Pool Studio, Bermondsey UK; Infinite Disco Studio, Melbourne.

パーソナル
- カイリー・ミノーグ – リード・ヴォーカル、エンジニア
- ダック・ブラックウェル - ベース・ギター、ドラム、エンジニア、ギター、キーボード
- ビフ・スタナード – パーカッション、アディショナル・キーボード、コーラス
- ジョン・グリーン – ギター、バッキング・ヴォーカル、キーボード
- ハウス・ゴスペル・クワイア（Cartell Green-Brown, Christian Idos, Cleo Miller-Stewart, Laura Davie, Laura Leon, Leanna Leid, Lewis Daniel, Liza Marie Jennings, and Monique Meade）
- ナタリー・マディックス – クワイア・ディレクション、ヴォーカル・アレンジメント
- リザ・マリー・ジェニングス - ヴォーカル・アレンジメント
- ディック・ビーサム - マスタリング
- ガイ・マッセイ - ミキシング
- ベン・ラヴランド – レコーディング・エンジニア[15]
- ジェームス・ピンフィールド・ウェルス – アシスタント・エンジニア[15]

## 発売日
| 地域   | 日            | フォーマット                          | レーベル       | 脚注   |
| ------ | ------------- | ------------------------------------- | -------------- | ------ |
| 全世界 | 2023年9月22日 | デジタル・ダウンロード ストリーミング | デアノート BMG | [ 15 ] |